# Ambessence Piano & Drones
Ambessence Piano & Drones (en español: 'Ambición Piano y Drones') es un álbum colaborativo de música ambient del compositor argentino Bruno Sanfilippo. Todas las pistas del álbum son sin título, sin embargo, cada uno comparte el mismo nombre que el nombre del álbum incluyendo su número de pista.
Una de sus composiciones fue usada por el artista canadiense de hip-hop Drake como base para su canción "Started from the Bottom" del año 2013.

## Lista de canciones
1. "Ambessence Piano & Drones 1" - 10:01 [feat. Mathias Grassow]
2. "Ambessence Piano & Drones 2" - 6:27
3. "Ambessence Piano & Drones 3" - 8:32
4. "Ambessence Piano & Drones 4" - 8:36
5. "Ambessence Piano & Drones 5" - 14:29
6. "Ambessence Piano & Drones 6" - 7:34
7. "Ambessence Piano & Drones 7" - 6:07